# Na brzegu rzeki Piedry usiadłam i płakałam
Na brzegu rzeki Piedry usiadłam i płakałam (port. Na margem do rio Piedra eu sentei e chorei) – powieść Paulo Coelho wydana oryginalnie w 1994. W Polsce książka została wydana przez Drzewo Babel w 1996. Jest pierwszą częścią trylogii Zaś siódmego dnia..., opowiadającej o tygodniu z życia zwykłych ludzi, którym przydarza się coś niezwykłego.

## Opis fabuły
Główną bohaterką jest Pilar, niezależna młoda kobieta, sfrustrowana życiem uniwersyteckim i poszukująca głębszego znaczenia życia. Jej życie zmienia się, gdy spotyka miłość z dzieciństwa - mężczyznę, który jest nauczycielem duchowym i według plotek także cudotwórcą. Wyruszają w podróż po francuskich Pirenejach i ponownie się do siebie zbliżają. Mężczyzna opowiada ukochanej o sprawach, nad którymi nigdy się nie zastanawiała. Spotkanie z nim zmienia główną bohaterkę.